# Alágni (Héraklion)
Alágni, (en grec moderne : Αλάγνι), ou Alágnio (Αλάγνιο), est un village du dème d'Archánes-Asteroússia, dans le district régional de Héraklion, de la Crète, en Grèce. Selon le recensement de 2001, la population d'Alágni compte 315 habitants.
Le village est situé à une altitude de 470 mètres.